# Ковальчук Ілля Валерійович
Ілля Валерійович Ковальчук (рос. Илья Валерьевич Ковальчук; 15 квітня 1983, м. Калінін, СРСР) — російський хокеїст, лівий нападник. Виступає за СКА Санкт-Петербург у Континентальній хокейній лізі. Заслужений майстер спорту Росії.

## Ігрова кар'єра
Почав свої професійні виступи в хокеї в сезоні 1999–2000 років у складі московського Спартака. 
На той час команда виступала у вищій лізі чемпіонату Росії, що є другою за силою в російському хокеї. У 2000 році у складі юнацької збірної Росії до 18 років виграє срібні нагороди юнацького чемпіонату світу. В наступному році разом з командою виграв золоті нагороди першості, а сам став найкращим бомбардиром, снайпером та найкращим нападником турніру набравши в 6 поєдинках 15(11+4) очок. В тому ж році грав на чемпіонаті світу також і в складі молодіжної збірної Росії віком гравців до 20 років.
Після таких успіхів його талант оцінили і за океаном, де на щорічному ярмарку молодих хокеїстів він був обраним на драфті під першим загальним номером, командою «Атланта Трешерс». Того ж сезону він почав свої виступи за новий клуб.
Вже у 18 років став учасником Олімпійських Ігор, що проходили в Солт-Лейк-Сіті, де здобув бронзові нагороди. Оскільки його команда в НХЛ виступала не дуже успішно (один плей-оф за сім сезонів), то Ковальчук був частим учасником чемпіонатів світу. В 2005 та 2007 роках він ставав бронзовим призером чемпіонатів світу. Був учасником Кубку Світу 2004 та Олімпійських Ігор 2006. Справжнім тріумфом можна вважати його участь на двох останніх чемпіонатах світу, де росіяни здобували золото. Спочатку в 2008 році у фінальному матчі проти канадійців, що проходив в Квебеці, Іллі вдалося зрівняти рахунок в основний час гри, а потім закинути переможну шайбу в овертаймі. Наступного ж року на чемпіонаті світу в Швейцарії Ковальчука було визнано найціннішим гравцем чемпіонату.
Що ж до успіхів в НХЛ, то Ілля є власником майже всіх рекордів з результативності «Атланти Трешерс». У сезоні 2003–2004, закинувши 41 шайбу, разом з Джеромом Ігінлою та Ріком Нешом став володарем Моріс Рішар Трофі, як найкращий снайпер сезону. Учасник трьох матчів всіх зірок НХЛ (2004, 2008, 2009).
У сезоні 2007–08 для підсилення ланки Ковальчука, придбали Тодді Вайта але Вайт не виправдав сподівань тренерів.

### Нью-Джерсі
4 лютого 2010 року стало відомо, що через сім з половиною років проведених в «Атланті», Ілля Ковальчук став гравцем команди Нью-Джерсі Девілс. Ковальчука разом з фінським захисником Анссі Салмела обміняли в «Девілс» на шведських захисника Джонні Одуя та нападника Нікласа Бергфорса, а також Патріса Корм'є та вибор в першому раунді драфта 2010 року.
Першу половину сезону 2012-13 виступав за СКА (Санкт-Петербург) у Континентальній хокейній лізі. Після завершення локауту повернувся до Нью-Джерсі Девілс.

## Статистика
Останнє оновлення: 18 травня 2015 року
| Сезон                        | Клуб                         | Ліга                         | Регулярна першість           | Регулярна першість           | Регулярна першість           | Регулярна першість           | Плей-оф | Плей-оф | Плей-оф | Плей-оф |
| Сезон                        | Клуб                         | Ліга                         | І                            | Г                            | П                            | О                            | І       | Г       | П       | О       |
| ---------------------------- | ---------------------------- | ---------------------------- | ---------------------------- | ---------------------------- | ---------------------------- | ---------------------------- | ------- | ------- | ------- | ------- |
| 1999-2000                    | Спартак (Москва)             | ВЛ                           | 49                           | 12                           | 5                            | 17                           | -       | -       | -       | -       |
| 2000-2001                    | Спартак (Москва)             | ВЛ                           | 40                           | 28                           | 18                           | 46                           | 12      | 14      | 4       | 18      |
| 2001-2002                    | Атланта Трешерс              | НХЛ                          | 65                           | 29                           | 22                           | 51                           | -       | -       | -       | -       |
| 2002-2003                    | Атланта Трешерс              | НХЛ                          | 81                           | 38                           | 29                           | 67                           | -       | -       | -       | -       |
| 2003-2004                    | Атланта Трешерс              | НХЛ                          | 81                           | 41                           | 46                           | 87                           | -       | -       | -       | -       |
| 2004-2005                    | Ак Барс (Казань)             | СЛ                           | 53                           | 19                           | 23                           | 42                           | 4       | 0       | 1       | 1       |
| 2005-2006                    | Атлант (Митищі)              | СЛ                           | 11                           | 8                            | 5                            | 13                           | -       | -       | -       | -       |
| 2005-2006                    | Атланта Трешерс              | НХЛ                          | 78                           | 52                           | 46                           | 98                           | -       | -       | -       | -       |
| 2006-2007                    | Атланта Трешерс              | НХЛ                          | 82                           | 42                           | 34                           | 76                           | 4       | 1       | 1       | 2       |
| 2007-2008                    | Атланта Трешерс              | НХЛ                          | 79                           | 52                           | 35                           | 87                           | -       | -       | -       | -       |
| 2008-2009                    | Атланта Трешерс              | НХЛ                          | 79                           | 43                           | 48                           | 91                           | -       | -       | -       | -       |
| 2009-2010                    | Атланта Трешерс              | НХЛ                          | 49                           | 31                           | 27                           | 58                           | -       | -       | -       | -       |
| 2009-2010                    | Нью-Джерсі Девілс            | НХЛ                          | 27                           | 10                           | 17                           | 27                           | 5       | 2       | 4       | 6       |
| 2010-2011                    | Нью-Джерсі Девілс            | НХЛ                          | 81                           | 31                           | 29                           | 60                           | -       | -       | -       | -       |
| 2011-2012                    | Нью-Джерсі Девілс            | НХЛ                          | 77                           | 37                           | 46                           | 83                           | 23      | 8       | 11      | 19      |
| 2012-2013                    | СКА Санкт-Петербург          | КХЛ                          | 36                           | 18                           | 24                           | 42                           | -       | -       | -       | -       |
| 2012-2013                    | Нью-Джерсі Девілс            | НХЛ                          | 37                           | 11                           | 20                           | 31                           | -       | -       | -       | -       |
| 2013-2014                    | СКА Санкт-Петербург          | КХЛ                          | 45                           | 16                           | 24                           | 40                           | 10      | 3       | 2       | 5       |
| 2014-2015                    | СКА Санкт-Петербург          | КХЛ                          | 54                           | 25                           | 30                           | 55                           | 22      | 8       | 11      | 19      |
| Всього в НХЛ                 | Всього в НХЛ                 | Всього в НХЛ                 | 816                          | 417                          | 399                          | 816                          | 32      | 11      | 16      | 27      |
| Всього на чемпіонатах світу  | Всього на чемпіонатах світу  | Всього на чемпіонатах світу  | Всього на чемпіонатах світу  | Всього на чемпіонатах світу  | Всього на чемпіонатах світу  | Всього на чемпіонатах світу  | 84      | 34      | 47      | 81      |
| Всього на Олімпійських іграх | Всього на Олімпійських іграх | Всього на Олімпійських іграх | Всього на Олімпійських іграх | Всього на Олімпійських іграх | Всього на Олімпійських іграх | Всього на Олімпійських іграх | 23      | 9       | 5       | 14      |

## Досягнення
- Володар Моріс Рішар Трофі (разом з Ріком Нешом та Джеромом Ігінлою) — 2004
- Харламов Трофі — 2004
- Чемпіон світу — 2008
- Чемпіон світу — 2009
- Найкращий гравець чемпіонату світу — 2009

30 червня 2009 року нагороджений медаллю ордена «За заслуги перед Вітчизною» (II ступеня).